# Sura, Surahammars kommun
Sura är kyrkbyn i Sura socken belägen invid  Strömsholms kanal strax väster om Surahammar i Surahammars kommun. Från 2015 avgränsar SCB här en småort. Fram till 2015 räknades området som en del av tätorten Surahammar.
Sura kyrka ligger här.